# Masillosteus kelleri
Masillosteus kelleri és una espècie de peix lepisosteid de l'ordre dels lepisosteiformes. El nom del gènere deriva dels mots Masilla ("Messel", en llatí) i osteon ("os", en grec).
Durant molt de temps fou classificat dins el gènere Atractosteus, però a principis del segle xxi se'l reclassificà dins el seu propi gènere. Se'l fa servir com a fòssil índex.